# グラインドストーン
グラインドストーン（Grindstone、1993年1月23日 - 2022年3月22日）は、アメリカ合衆国の競走馬、種牡馬である。1996年のケンタッキーダービーに優勝したが、これを最後に故障のため競走馬を引退した。

## 戦績

### デビュ―前
オーナーブリーダーウィリアム・ヤングのアドバイザーであるウォルドマンとウェイン・ルーカス調教師は、フランセス・A・ジェンター財団がケンタッキーダービー博物館のために寄贈していた種牡馬アンブライドルドの1シーズンの種付権利を購入した。そしてアンブライドルドとスピナウェイステークス勝ち馬バズマイベルとが配合され、グラインドストーンはヤングのオーバーブルックファームで父の初年度産駒として生まれた。

### 2歳（1995年）
6月11日にデビューしてこれを勝利したが、7月1日のバッシュフォードマナーズステークス（G3）では4着に敗れた。その後膝を故障したために関節鏡下手術を受けた。
後にウォルドマンは、当馬の健康に問題があったことに触れて「あのような状態からグラインドストーンをダービーで勝てる馬にできるのはウェイン・ルーカスだけです。本当にすごいことです」と評している。

### 3歳（1996年）
ルイジアナダービー（G3）でザーブズマジックに3馬身1/2差をつけて重賞を初制覇したが、続くアーカンソーダービー（G2）では大外からの発走となりザーブズマジックのクビ差2着に敗れた。

5月4日、ケンタッキーダービー（G1）に出走。1番人気には同じくアンブライドルド産駒であり、既にG1競走3勝を挙げたアンブライドルズソングが推されていた。競走でグラインドストーンは直線で外に出し、粘る2番人気キャヴォニアをハナ差交わして優勝した。これによりウェイン・ルーカス調教師は、前例のないアメリカクラシック三冠競走の6連勝を達成した。また、アンブライドルドの初年度産駒としてケンタッキーダービーを勝利したグラインドストーンは、アンブライドルズソングとともにクラシック種牡馬としての父の能力を示した。
5月9日、右膝に骨片が発見されたため、その後は1戦もせずに競走馬を引退した。グラインドストーンがケンタッキーダービーで破った馬のなかには、同年のプリークネスステークス馬ルイキャトーズ、僚馬でもあったベルモントステークス馬エディターズノート、1997年のブリーダーズカップ・クラシック馬スキップアウェイがいた。
また、グラインドストーンは利尿薬ラシックスを投与されずにケンタッキーダービーを勝利した競走馬でもある。

## 競走成績
以下の内容は、Equibaseの情報に基づく。
| 競走日     | 競馬場             | 競走名                  | 格 | 距離（馬場） | 頭数 | 枠番 | 馬番 | 着順 | タイム   | 着差      | 騎手             | 斤量 | 1着馬（2着馬）    |
| ---------- | ------------------ | ----------------------- | -- | ------------ | ---- | ---- | ---- | ---- | -------- | --------- | ---------------- | ---- | ----------------- |
| 1995.06.11 | ベルモントパーク   | 未勝利戦                |    | D5F（Fs）    | 5    | 2    | 3    | 01着 | 00:59.09 | 5馬身     | J.サントス       | 116  | （Sierra Grande） |
| 0000.07.01 | チャーチルダウンズ | バッシュフォードマナーS | G3 | D6F（Fs）    | 8    | 6    | 6    | 04着 | -        | 1馬身 1/4 | D.バートン       | 115  | A. V. Eight       |
| 1996.02.16 | サンタアニタ       | アローワンス            |    | D8F（Fs）    | 7    | 6    | 6    | 02着 | -        | 3馬身     | G.スティーヴンス | 115  | Budroyale         |
| 0000.03.17 | フェアグラウンズ   | ルイジアナダービー      | G3 | D8.5F（Fs）  | 8    | 4    | 4    | 01着 | 01:42.79 | 3馬身 1/2 | J.ベイリー       | 118  | （Zarb's Magic）  |
| 0000.04.13 | オークローンパーク | アーカンソーダービー    | G2 | D9F（Fs）    | 12   | 12   | 12   | 02着 | -        | クビ      | J.ベイリー       | 122  | Zarb's Magic      |
| 0000.05.04 | チャーチルダウンズ | ケンタッキーダービー    | G1 | D10F（Fs）   | 19   | 15   | 4    | 01着 | 02:01.06 | ハナ      | J.ベイリー       | 126  | （Cavonnier）     |

## 種牡馬時代
引退後、オーバーブルックファームで13年間供用された。2004年には、産駒バードストーンが父の出走できなかった三冠競走ベルモントステークスに出走し、二冠馬スマーティジョーンズを破って優勝した。
その後獣医師のジャック・ルートにより購買されて同氏のオークハーストサラブレッズに移り、ケンタッキーダービー馬として初めてアメリカ合衆国北西部（ワシントン・アイダホ・オレゴンの3州）で供用された。8シーズン供用され、2018年に種牡馬を引退。引き続き同地で繋養された。
ゴーフォージンが2022年3月8日に死亡した以後、最高齢の存命ケンタッキーダービー馬であったが、同年3月22日老衰により死亡した。

## 種牡馬成績

### 主な産駒
- 2000年生
  - エコルプレイス（2003年グランシャリオカップ）[19]
- 2001年生
  - Bird stone / バードストーン（2003年米シャンペンステークス、2004年ベルモントステークス、トラヴァーズステークス）[20]

### 母父としての産駒
- 2009年生
  - カレンブラックヒル（2012年NHKマイルカップ、ニュージーランドトロフィー、毎日王冠、2014年ダービー卿チャレンジトロフィー、2015年小倉大賞典） - 父ダイワメジャー[21]
- 2010年生
  - Dads Caps / ダズキャップス（2014年カーターハンデキャップ、2015年カーターハンデキャップ） - 父ディスクリートキャット[22]
- 2011年生
  - レッドアルヴィス（2014年ユニコーンステークス） - 父ゴールドアリュール[23]
- 2012年生
  - Paulassilverlining / ポーラスシルヴァーライニング（2017年マディソンステークス、ヒューマナディスタフステークス） - 父ゴーストザッパー

## 血統表
| グラインドストーンの血統    | グラインドストーンの血統     | グラインドストーンの血統 | （血統表の出典） | （血統表の出典） |
| 父系                        | ファピアノ系                 | ファピアノ系             | ファピアノ系     |                  |
| 父 Unbridled 1987 鹿毛      | 父の父Fappiano 1977 鹿毛     | Mr. Prospector           | Raise a Native   | Raise a Native   |
| 父 Unbridled 1987 鹿毛      | 父の父Fappiano 1977 鹿毛     | Mr. Prospector           | Gold Digger      |                  |
| 父 Unbridled 1987 鹿毛      | 父の父Fappiano 1977 鹿毛     | Killaloe                 | Dr. Fager        | Dr. Fager        |
| 父 Unbridled 1987 鹿毛      | 父の父Fappiano 1977 鹿毛     | Killaloe                 | Grand Splendor   |                  |
| 父 Unbridled 1987 鹿毛      | 父の母Gana Facil 1981 栗毛   | Le Fabuleux              | Wild Risk        | Wild Risk        |
| 父 Unbridled 1987 鹿毛      | 父の母Gana Facil 1981 栗毛   | Le Fabuleux              | Anguar           |                  |
| 父 Unbridled 1987 鹿毛      | 父の母Gana Facil 1981 栗毛   | Charedi                  | In Reality       | In Reality       |
| 父 Unbridled 1987 鹿毛      | 父の母Gana Facil 1981 栗毛   | Charedi                  | Magic            |                  |
| 母 Buzz My Bell 1981 黒鹿毛 | 母の父Drone 1966 芦毛        | Sir Gaylord              | Turn-to          | Turn-to          |
| 母 Buzz My Bell 1981 黒鹿毛 | 母の父Drone 1966 芦毛        | Sir Gaylord              | Somethingroyal   |                  |
| 母 Buzz My Bell 1981 黒鹿毛 | 母の父Drone 1966 芦毛        | Cap and Bells            | Tom Fool         | Tom Fool         |
| 母 Buzz My Bell 1981 黒鹿毛 | 母の父Drone 1966 芦毛        | Cap and Bells            | Ghazni           |                  |
| 母 Buzz My Bell 1981 黒鹿毛 | 母の母Chateaupavia 1966 栗毛 | *シャトーゲイ            | Swaps            | Swaps            |
| 母 Buzz My Bell 1981 黒鹿毛 | 母の母Chateaupavia 1966 栗毛 | *シャトーゲイ            | Banquet Bell     |                  |
| 母 Buzz My Bell 1981 黒鹿毛 | 母の母Chateaupavia 1966 栗毛 | Glenpavia                | Pavot            | Pavot            |
| 母 Buzz My Bell 1981 黒鹿毛 | 母の母Chateaupavia 1966 栗毛 | Glenpavia                | Gaffery          |                  |
| 母系(F-No.)                 | (FN:1-c)                     | (FN:1-c)                 | (FN:1-c)         | [ § 2 ]          |
| 5代内の近親交配             | Aspidistra 5×5               | Aspidistra 5×5           | Aspidistra 5×5   | [ § 3 ]          |
| 出典                        | 1. 2. 3.                     | 1. 2. 3.                 | 1. 2. 3.         | 1. 2. 3.         |

- 母バズマイベルは、アディロンダックステークス（英語版）（G3）、スピナウェイステークス（G1）などに優勝し、通算13戦3勝[6]。